# James Duncan (musicus)
James Duncan (Londen?, mei 1977) is de artiestennaam van James Duncan Anderson. Hij is de zoon van Ian Anderson, sinds 2002 drummer in de Rubbing Elbows Band en is sinds 2006 drummer van de Britse progressieve rockband Jethro Tull.
Duncan begon met drummen op zijn 13e. Zijn eerste serieuze band was Chequered Rain maar die heeft nooit veel succes gehad en toen is hij in de periode tot 2002 werkzaam geweest als studiomuzikant en live voor vele bands en muzikanten in de genres pop, rock en jazz.